# Marchéville-en-Woëvre
Marchéville-en-Woëvre ist eine französische Gemeinde mit 68 Einwohnern (Stand: 1. Januar 2022) im Département Meuse in der Region Grand Est (bis 2015: Lothringen). Sie gehört zum Arrondissement Verdun, zum Kanton Étain und zum 1996 gegründeten Gemeindeverband Territoire de Fresnes-en-Woëvre.

## Geografie
Die Gemeinde liegt rund 23 Kilometer südöstlich von Verdun in der Landschaft Woëvre. Umgeben wird Marchéville-en-Woëvre von den Nachbargemeinden Maizeray im Nordosten, Harville im Osten, Saint-Hilaire-en-Woëvre im Südosten, Saulx-lès-Champlon im Südwesten sowie Riaville im Nordwesten.

## Geschichte
Das Dorf liegt an einer ehemaligen gallo-römischen Stätte. Der Name des Dorfes Marchéville ist eine Ableitung des Wortes Marchia, was Grenze bedeutet.
In Marchéville gab es drei aufeinanderfolgende Kirchen, von denen die erste im 12. Jahrhundert erbaut wurde. Sie wurde 1591 während der Hugenottenkriege niedergebrannt. Die zweite Kirche wurde 1639 während des Dreißigjährigen Krieges vom schwedischen Heer schwer beschädigt und im Ersten Weltkrieg zerstört.

## Bevölkerungsentwicklung
| Jahr                       | 1962 | 1968 | 1975 | 1982 | 1990 | 1999 | 2006 | 2013 | 2019 |
| -------------------------- | ---- | ---- | ---- | ---- | ---- | ---- | ---- | ---- | ---- |
| Einwohner                  | 73   | 78   | 66   | 67   | 70   | 65   | 74   | 79   | 67   |
| Quellen: Cassini und INSEE |      |      |      |      |      |      |      |      |      |

## Sehenswürdigkeiten
- Kirche Saint-Pierre, 1924 erbaut[1]
- Gedenkstele für Louis Pergaud

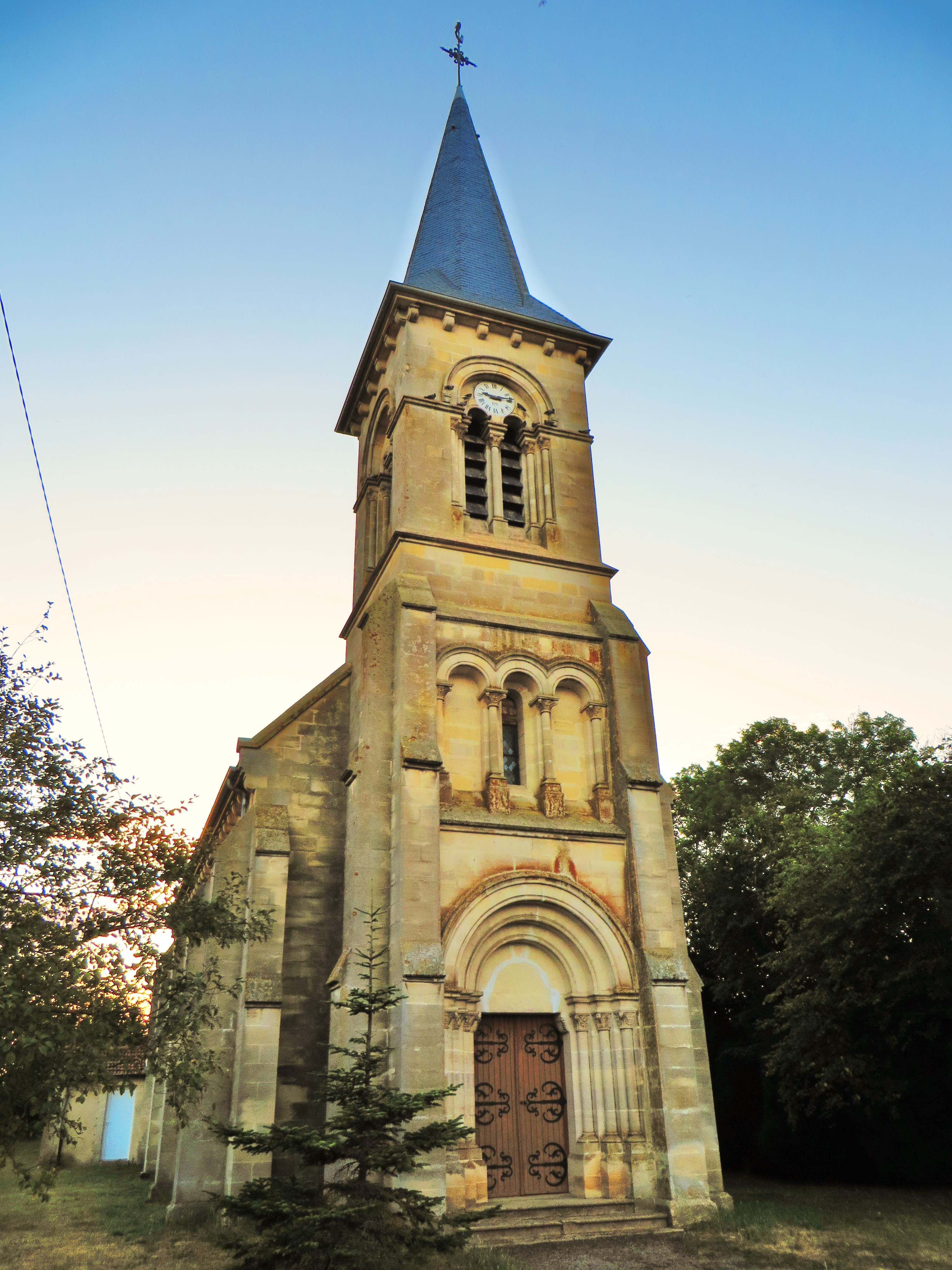
Kirche Saint-Pierre
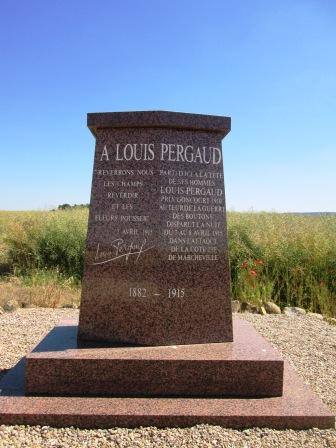
Gedenkstele für Louis Pergaud

## Persönlichkeiten
- Robert Hertz (1881–1915), Anthropologe
- Louis Pergaud (1882–1915), Schriftsteller